# Love Commandos
Love Commandos (en ourdou : لو کمانڈوز) est une ONG indienne, qui accompagne et protège les couples de castes différentes, victimes de harcèlement ou de crime d'honneur de la part de leurs familles.

## Création et historique
Le système (varna) de castes en Inde impose notamment un mariage entre personnes, bien entendu de même religion, mais aussi de même caste. Souvent le mariage est arrangé. Les personnes souhaitant se marier avec une personne d'une autre caste sont souvent dissuadées. Ainsi les mariages inter-religieux ne comptent que pour 2,1% des unions, et les mariages inter-castes pour 10%. Cette dissuasion pouvant aller jusqu'aux violences physiques, voire à l'assassinat (1 000 personnes sont tuées environ par an en Inde, victimes de ces pratiques souvent qualifiées de crime d'honneur,. Selon Sanjoy Sachdev, ce nombre serait en réalité plus proche de 10 000 par an.

### Création de  l'association
Sanjoy Sachdev, ancien journaliste, crée l'association en juillet 2010, à la suite d'une affaire particulièrement choquante, une course-poursuite menée par trois hommes s'estimant bafoués par leurs sœurs, et ayant abouti à la mort de deux desdites sœurs ainsi qu'à l'un des trois maris ; son premier protégé est un jeune homme accusé à tort de viol afin d'empêcher son mariage.

## Action
Les 2 000 bénévoles du mouvement reçoivent en moyenne 3 000 appels par jour de demande de protection. Les couples demandeurs sont hébergés dans une maison dont l'emplacement est tenu secret par peur des menaces qui visent explicitement l'association et les couples demandeurs. Pour cette raison, les bénévoles sont choisis avec soin.
En cinq années d'action, de 2010 à 2015, environ 35 000 couples ont ainsi été protégés et ont pu s'unir. Certains jours, l'équipe de bénévoles reçoit trois cents appels.

## Polémique
En 2019, un couple hébergé par l'association porte plainte contre Sanjoy Sachdev, affirmant que celui-ci les a enfermés dans le refuge et d'avoir menacé de les renvoyer dans leurs familles s'ils refusaient de payer. À la suite de cette plainte, six autres couples se manifestent Le 31 janvier, le responsable des Love Commandos est arrêté, mais il plaide non-coupable. D'autres couples interviennent pour défendre l'association et affirmer qu'ils n'ont jamais subi ni extorsion ni menace. Par ailleurs, certaines interdictions, notamment de sortir sur les terrasses des refuges, son justifiées par le besoin de confidentialité de ces lieux. Ces accusations surviennent à un moment où l'association est confrontée à des difficultés financières qui la contraignent à fermer des refuges.

### Sources et bibliographie
- (en) Tarquin Hall, The Case of the Love Commandos, Blackstone Audiobooks, 2013, 320 p. (ISBN 978-1482931068)